# Суча балка
Суча балка — урочище у Луганську, місцевість у південній частині Ленінського району міста у формі балки. Протягом 1930-40 років урочище було місцем страти жертв сталінських репресій, жертвами якого стали від 5 до 10 тисяч чоловік.